# Pubis
|  | No s'ha de confondre amb Os pubis o Mont de Venus. |

En anatomia, el pubis és la regió situada per davant i per damunt dels genitals externs (el penis en l'home, la vulva en la dona), sobre la símfisi púbica. És a la part inferior de l'hipogastri. El pubis en la dona rep el nom de mont de Venus.